# Бомонт, Гарри
Гарри Бомонт (англ. Harry Beaumont; 10 февраля 1888 — 22 декабря 1966) — американский режиссёр, актёр и сценарист. Он работал на различных кинокомпаниях, включая Fox, Goldwyn, Metro, Warner Brothers и Metro-Goldwyn-Mayer.
Наибольшего успеха Бомонт достиг в эпоху немого кино, когда он работал над фильмами «Красавчик Браммел» (1924) с Джоном Бэрримором в главной роли и «Наши танцующие дочери» (1928), с участием Джоан Кроуфорд. В 1929 году он создал первый звуковой мюзикл MGM «Бродвейская мелодия». За этот фильм он был номинирован на премию «Оскар» за лучшую режиссуру.
Бомонт был женат на актрисе Гейзел Дейли. У пары в 1922 году родились дочери-близнецы Анна и Джеральдин.
22 декабря 1966 Бомонт умер в больнице Святого Иоанна в Санта-Монике, штат Калифорния. Он был похоронен на кладбище Форест-Лаун, Глендейл.

## Избранная фильмография
- 1923 — Главная улица / Main Street
- 1923 — Золотоискатели / The Gold Diggers
- 1924 — Красавчик Браммел / Beau Brummel
- 1924 — Любовник Камиллы / The Lover of Camille
- 1928 — Запрещенные часы / Forbidden Hours
- 1928 — Наши танцующие дочери / Our Dancing Daughters
- 1929 — Одинокий мужчина / A Single Man
- 1929 — Бродвейская мелодия / The Broadway Melody
- 1929 — Наши застенчивые невесты / Our Blushing Brides
- 1930 — Эти три французские девушки / Those Three French Girls
- 1931 — Танцуйте, дураки, танцуйте / Dance, Fools, Dance
- 1931 — Улыбающиеся грешники / Laughing Sinners
- 1932 — Ненадежный / Faithless
- 1933 — Когда встречаются леди / When Ladies Meet